# 瓦伊贾布尔
瓦伊贾布尔（Vaijapur）是印度马哈拉施特拉邦Aurangabad县的一个城镇。总人口37002（2001年）。

## 人口
该地2001年总人口37002人，其中男性19176人，女性17826人；0—6岁人口5014人，其中男2781人，女2233人；识字率69.73%，其中男性为76.83%，女性为62.09%。